# كيرشهايم أونتر تك
كيرشهايم أونتر تك (بالألمانية: Kirchheim unter Teck) هي Grosse Kreisstadt، مدينة وبلدة ألمانية تقع في ألمانيا في Esslingen. يقدر عدد سكانها بـ 39,916 نسمة .

## المدن التوأمة
مدينة رامبوييه هي مدينة توأمة لـكيرشهايم اونتر تك.

## أعلام
- كورت رومل
- يوهان سايمون فون كيرنر
- كريستين وولف
- مانويل فيوميك